# Hardiknut
Hardiknut (1018 – 8. června 1042) byl králem Dánska (1035–1042) a Anglie (1040–1042). Byl jediným synem Knuta I. Velikého a Emmy Normandské.

## Dánský a anglický král
Na dánský trůn nastoupil po smrti svého otce v roce 1035 jako Knut III. Konflikt s norským králem Magnusem I. mu však znemožnil cestu do Anglie, aby zabezpečil své nároky i tam. Regentské vlády v Anglii se tedy ujal Hardiknutův nevlastní bratr Harold I.
Harold si však v roce 1037 vzal anglickou korunu pro sebe. Hardiknutovi se podařilo urovnat spory ve Skandinávií dohodou s Magnusem, že pokud některý z nich zemře bez dědice, druhý král bude jeho nástupcem. Když si takto uvolnil ruce, připravil Hardiknut invazi do Anglie, aby získal anglický trůn. Harold I. však umírá dříve (17. března 1040), než invazní vojsko připlulo. Hardiknut přistál 17. června 1040 v Sandwichi s flotou 62 lodí a následně se nechal korunovat králem Anglie.
Hardiknut byl krutý a nepopulární vládce. Aby pokryl výdaje spojené s vysláním floty, několikrát zvýšil daně. V roce 1041 pozval svého nevlastního bratra Eduarda (pozdější král Eduard III. Vyznavač) zpět z exilu v Normandii do Anglie, a pravděpodobně z něj učinil svého dědice.

## Úmrtí
Hardiknut nebyl ženatý a neměl děti. Zemřel 8. června 1042 v Lambeth během svatby, když připíjel na zdraví nevěsty. Byl pohřben ve Winchesteru, kde byli pohřbeni jeho otec i matka. Po jeho smrti nastoupil na anglický trůn Eduard, který tak navrátil korunu anglosaské královské linii.